# جذاب (ترانه تیلور سوئیفت)
«جذاب» (انگلیسی: Gorgeous) ترانه‌ای از تیلور سوئیفت، خواننده-ترانه‌سرای آمریکایی برای ششمین آلبوم استودیویی‌اش اعتبار (۲۰۱۷) است. این ترانه در ۲۰ اکتبر ۲۰۱۷ به عنوان تک‌آهنگی تبلیغاتی از آلبوم منتشر شد. «جذاب» که توسط سوئیفت و تهیه‌کنندگانش مکس مارتین و شلبک نوشته شده، یک ترانه پاپ با عناصر الکتروپاپ و دارای سازهای لوپ و درام است. این ترانه شامل یک ضرب‌آهنگ پیش از کوس است که توسط بیت‌های تحت تأثیر هیپ هاپ ساخته شده‌است. اشعار آن احساسات سوئیفت برای عشق نوظهورش را بیان می‌کند.
پس از انتشار، برخی از منتقدان «جذاب» را به دلیل ترانه‌سرایی صادقانه و تولید آن تعریف و تمجید کردند، در حالی که دیگران احساس می‌کردند که متن آن به عنوان نمایانگر توانایی‌های سوئیفت به عنوان یک ترانه‌سرا، دارای سطح پایینی است. این ترانه در استرالیا، کانادا، مجارستان، ایرلند، لبنان، مالزی، نیوزیلند و اسلواکی به ۲۰ جایگاه برتر جدول رسید؛ همچنین در جایگاه ۱۳ جدول ۱۰۰ تک‌آهنگ داغ بیلبورد ایالات متحده و جایگاه ۱۵ جدول تک‌آهنگ‌های بریتانیا قرار گرفت. «جذاب» گواهینامه‌هایی را در استرالیا، پاداشاهی متحده و ایالات متحده دریافت کرده‌است.

## انتشار
پس از آنکه سویفت در ۱۳ اکتبر ۲۰۱۷، ۱۰۰ نفر از هواداران خود در سراسر جهان را به پارتی خود دعوت کرد و برای آن‌ها ششمین آلبوم استودیویی خود را اجرا کرد، از طریق حساب اینستاگرام خود اعلام کرد که آهنگی به نام «جذاب» منتشر خواهد کرد. در تیکه اول آهنگ، صدای بچه کوچکی که بر روی الکتروپاپ می‌گوید Gorgeous شنیده می‌شود. این صدا، صدای فرزند دختر رایان رینولدز و بلیکل لایولی است. این آهنگ دربارهٔ دوست پسر فعلی سویفت یعنی جو آلوین است. پس از انتشار این آهنگ، سویفت لیریکس ویدیو این آهنگ را در همان روز انتشار آهنگ، از طریق کانال یوتیوب خود منتشر کرد. در سپتامبر ۲۰۱۸، ویدیو بیش از ۸۰ میلیون بازدید در یوتیوب داشت.

## ترکیب بندی
سویفت، این آهنگ را به همراه مکس مارتین و شلبک نوشت. او همکاری در نوشتن و تولید را یک آهنگ دوستانه پاپ توصیف کرد. این آهنگ یک عشق دیوانه‌کننده را شرح می‌دهد که سویفت آن را «جذاب» توصیف می‌کند. به گفته مجله اله، این آهنگ به‌طور قطعی دربارهٔ دوست پسر انگلیسی فعلی تیلور سویفت یعنی جو آلوین است. مو مک درمت از مجله USA TODAY می‌گوید قسمتی که تیلور سویفت کورس آهنگ را می‌خواند، صدایش شبیه کیتی پری می‌شود. این آهنگ در کلید C major با سرعت ۹۲ ضرب در دقیقه با او از سویفت که از کلیدهای C3 و F5 استفاده شده، ساخته شده‌است.

## عملکرد تجاری
در ایالات متحده آمریکا، این آهنگ در جایگاه ۱۳ چارت ۱۰۰ آهنگ داغ بیلبورد قرار گرفت. در آمریکا با ۱۶٫۹ میلیون استریم در جایگاه ۱۶ آهنگ‌های استریم شده قرار گرفت. همچنین در چارت آهنگ‌های دیجیتال، ۶۸۰۰۰ نسخه کپی در هفته اول بدست آورد. این آهنگ چهاردهمین آهنگ از سویفت بود که در جایگاه نخست آهنگ‌های دیجیتال قرار می‌گیرد و از این حیث با ریحانا برابری کرد. این آهنگ در چارت ARIA استرالیا نیز جایگاه ۹ را کسب کرد. همچنین در بریتانیا، جایگاه سیزدهم را بدست آورد.

## اجراهای زنده
جذاب، جزو آهنگ‌هایی بود که در ۷ دسامبر ۲۰۱۷ در لیست سویفت، برای اجرا در B96 Chicago و پپسی در شیکاگو قرار داشت. همچنین سویفت در کنسرت Jungle bell ball 2017 در شهر سوانسی بریتانیا از طریق بی‌بی‌سی رادیو هفته بزرگ این آهنگ را اجرا کرد. همچنین این آهنگ جزو لیست سویفت برای اجرا در آخرین تور خود یعنی تور جهانی اعتبار بود.